# Праудин, Анатолий Аркадьевич
Анатолий Аркадьевич Праудин (Кац; род. 24 апреля 1961, Рига) — советский и российский театральный режиссёр, лауреат Государственной премии РСФСР (1991).

## Биография
Родился 24 апреля 1961 года в городе Рига, в театральной семье. Его родители — народный артист Латвийской ССР и народный артист УССР, главный режиссёр Рижского театра русской драмы Аркадий Кац и народная артистка Латвийской ССР Райна Праудина — умерла 02.01.2019. Бабушка — актриса Эльвира Кронберга, дедушка — заслуженный артист Чувашской АССР и заслуженный артист Латвийской ССР, театральный режиссёр Борис Праудин.
В 1986 году окончил режиссёрское отделение Ленинградского государственного института театра, музыки и кинематографии им. Н. К. Черкасова (мастерская Александра Музиля).
В 1984—1985 годах работал во Владимирском академическом областном театре драмы.
В 1986 — 1995 годах — режиссёр, в 1995 — 1996 годах — главный режиссёр Екатеринбургского ТЮЗа: поставил спектакли «Иуда Искариот» по произведениям Л. Андреева, «Алиса в Зазеркалье» по произведениям Л. Кэрролла, «Житие и страдание преподобной мученицы Февронии» М. Бартенева, «Ля бемоль» Н. Скороход, «Дневник Анны К.» по роману Л. Н. Толстого «Анна Каренина» и др. Спектакль «Человек рассеянный» по произведениям С. Маршака участвовал в театральных фестивалях в России, Германии, Швеции, Швейцарии, Китае и др., был отмечен гран-при и дипломом ЮНЕСКО фестиваля в Греции (1992), Всероссийским призом прессы за лучшую постановку сезона (1992—1993, Москва), назван лучшим иностранным спектаклем года на фестивале в Варшаве (1994).
Ставил спектакли в театрах Риги, Одессы, Челябинска, Омска, Амстердама, Саратова, Санкт-Петербурга.
В июне 1996 года стал художественным руководителем Санкт-Петербургского ТЮЗа имени А. А. Брянцева.
В июне 1998 года был снят с должности художественного руководителя ТЮЗа и вместе с частью труппы создал свою «Экспериментальную сцену» под крышей театра «Балтийский дом».
С 2008 года преподаёт в РГИСИ (бывш. СПбГАТИ). В 2013 году выпустил актерско-режиссёрский курс, который основал театр ЦЕХЪ, в 2018 — режиссёрский курс.
Анатолий Праудин — кандидат в мастера спорта по дзюдо, чемпион Латвийской ССР по самбо 1976 года.

## Творчество

### Екатеринбургский муниципальный театр юного зрителя
- «Человек рассеянный» по стихам С. Я. Маршака
- «Житиё и страдание преподобной мученицы Февронии» М. М. Бартенева
- «Дневник Анны К.» Инсценировка Натальи Скороход по роману Льва Толстого «Анна Каренина».
- «Ля бемоль»
- «Алиса в Зазеркалье»
- «Фифа с бантом»
- «Похождения бравого солдата Швейка»
- «Вишневый сад»

### Александринский театр
- «Мсье Жорж. Русская драма» по роману М. Ю. Лермонтова «Герой нашего времени»
- «Горе от ума» А. С. Грибоедова
- «Мой бедный Марат» А. Н. Арбузова

### ТЮЗ имени А. А. Брянцева
- «Покойный бес» по произведению А. С. Пушкина «Повести Белкина»
- «Конёк-Горбунок» по П. П. Ершову

### «Экспериментальная сцена» п/р Анатолия Праудина, театр-фестиваль «Балтийский Дом», Санкт-Петербург
- 1999 — «Крокодил» по сказке К. И. Чуковского
- 2000 — «Сизиф и камень» по пьесе Н. Скороход
- 2001 — «Урок первый. Воскресенье» по пьесе А. Уставщикова
- 2001 — «Сны о бродячей собаке» по пьесе Н. Слепаковой
- 2002 — «Бесприданница» А. Н. Островского[4]
- 2003 — «Царь Pjotr» по пьесе Эвы К. Матиссен
- 2004 — «До свидания, Золушка!» по сценарию Е. Л. Шварца
- 2004 — «Поющие призраки» пьеса Н. Скороход по «Поэме без героя» А. А. Ахматовой
- 2006 — «Дом на Пуховой опушке» Б. В. Заходера по сказке А. Милна «Винни-Пух»
- 2006 — «Русский из Чикаго» Берман-Цикиновского, инсценировка Н. Скороход
- 2008 — «Работа актёра над собой». Учебная работа Экспериментальной Сцены по материалам книги К. С. Станиславского
- 2009 — «О технике актёра». Учебная работа Экспериментальной Сцены по изучению техники Михаила Чехова
- 2010 — «Фальшивый купон» Л. Н. Толстого, инсценировка Н. Скороход
- 2011 — «Покупка меди». Учебная работа Экспериментальной Сцены по изучению техники «эпического театра» Бертольда Брехта
- 2012 — «Школа». Драматические импровизации.
- 2012 - «Брехт против Станиславского». Спектакль мастер-класс.
- 2014 - «Дядя Ваня. Работа актера над ролью». Актерские этюды по пьесе А. П. Чехова «Дядя Ваня».
- 2016 - «Семья». Пьеса Ю. Урюпинского по мотивам рассказа Л.Н. Толстого «Крейцерова соната».
- 2018 - «Сцены из супружеской жизни». Сценическая версия одноимённой киноповести Ингмара Бергмана. Перевод В. Мамоновой.
- 2019 - «Жизнь и Смерть Ивана Ильича». Монолог заурядного человека по повести Л. Н. Толстого «Смерть Ивана Ильича».
- 2020 — «Версальский экспромт» Мольера
- 2022 — «Палата № 6» по пьесе Виктора Бугакова на основе повести А. П. Чехова

#### Театр на Литейном
- 2005 — «Вся жизнь впереди» пьеса А. Гетмана по роману Эмиля Ажара[5].

### Омский государственный камерный театр «Пятый театр»
- 2006 — «Чудаки» по пьесе М. Горького[6]

### Пермский академический театр Театр
- 2006 — «Танцуй, чудовище!» Н. Скороход

### Самарский Театр-центр юного зрителя «СамАрт»
- 2007 — «Таланты и поклонники» А. Н. Островского[7][8]
- 2010 — «Фальшивый купон» Л.Толстого[9]

### Саратовский ТЮЗ
- 2008 — «Гальера» М. Бартенева по повести Г. Маркеса «Полковнику никто не пишет»[10]

### БДТ
- 2007 — «Дама с собачкой» по рассказу А. П. Чехова, инсценировка — А. А. Праудина и Н. Скороход, музыка — Н. А. Морозова
- 2009 — «Месяц в деревне» И. С. Тургенева[11][12], инсценировка — А. А. Праудина, музыка — Н. А. Морозова

## Признание и награды
- Государственная премия РСФСР за произведения и работы для детей и юношества (1991) — за спектакль «Алиса в Зазеркалье» по сказке Л. Кэрролла (инсценировка Н. Скороход) в Театре юного зрителя, Екатеринбург.[13]
- Гран-при и диплом ЮНЕСКО на фестивале в Греции за спектакль «Человек рассеянный» (1992)[источник не указан 1597 дней]
- Почётная грамота Президента Российской Федерации (2013) [14]
- премия конкурса и фестиваля «Браво!» в номинации «Лучший режиссёр-постановщик» (2014) — за спектакль «Похождения бравого солдата Швейка» в Екатеринбургском театре юного зрителя
- Номинант Национальной премии «Золотая маска»: 1997 Драма / работа режиссера – «Ля бемоль», Театр юного зрителя, Екатеринбург; 2006 Драма / работа режиссера — «Чудаки», «Пятый театр», Омск; 2009 Драма / работа режиссера — «Дама с собачкой», Большой драматический театр им. Г.А. Товстоногова, Санкт-Петербург; 2010 Драма / работа режиссера — «Месяц в деревне», Большой драматический театр им. Г.А.Товстоногова, Санкт-Петербург; 2011 Драма / работа режиссера — «Фальшивый купон», Совместный проект театра «СамАрт», Самара и Экспериментальной сцены п/р Анатолия Праудина, театр-фестиваль «Балтийский Дом», Санкт-Петербург.
- Лауреат Национальной премии в области театрального искусства для детей «АРЛЕКИН»:  2005 Драма/лучший спектакль - «До свидания, Золушка», Экспериментальная сцена п/р Анатолия Праудина театра-фестиваля «Балтийский дом», Санкт-Петербург.
- Лауреат Национальной премии «Золотая маска» 2022 года: Специальная премия жюри - «За создание спектакля «Сектор Газа» — «Сектор Газа», ЦЕХЪ Театр и Экспериментальная сцена Театра-фестиваля «Балтийский дом» п/р Анатолия Праудина, Санкт-Петербург